# Museo Ilmin

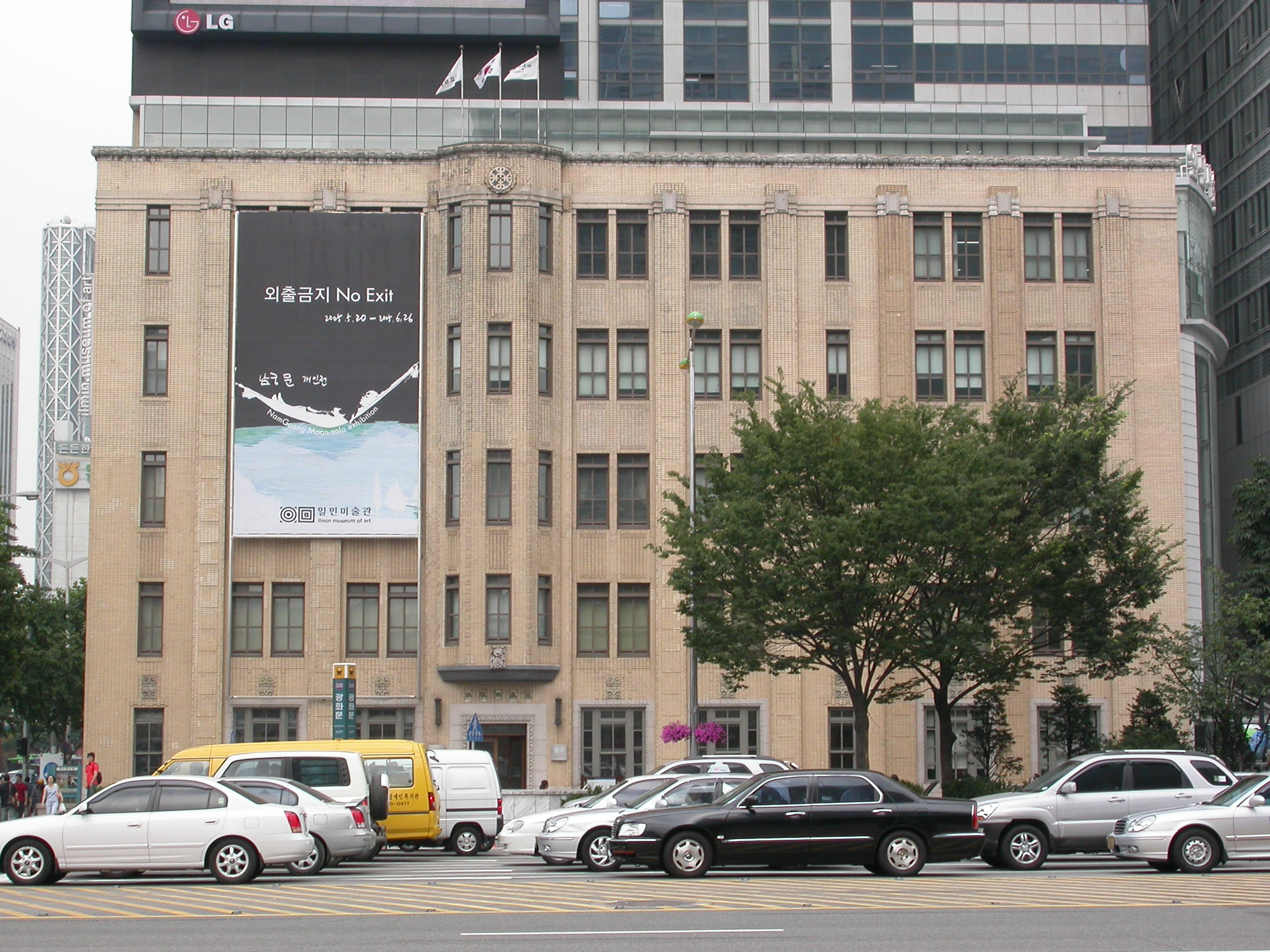
Museo Ilmin
Hangul - 일민미술관
Hanja - 民美術館

Museo Ilmin es un museo de arte privada de Corea del Sur, que se encuentra en la calle Sejongno en Jung-gu, un distrito central de Seúl, conocida por la exposición de arte, principalmente Arte coreano. El museo fue creado y es administrado por la Fundación Cultural Ilmin (일민 문화 재단), una organización sin fines de lucro fundada en 1994 en memoria de Kim Sang-man (김상만 金相 万 1910 ~ 1994), expresidente de Dong-A Ilbo, una de las principales compañías de periódicos de Corea del Sur. Kim dedicó toda su vida a desarrollar el periodismo de Corea y la promoción de la cultura de Corea. El museo lleva el nombre de su seudónimo, "Ilmin" (일민 一民, literalmente "un pueblo").

## Galería de imágenes

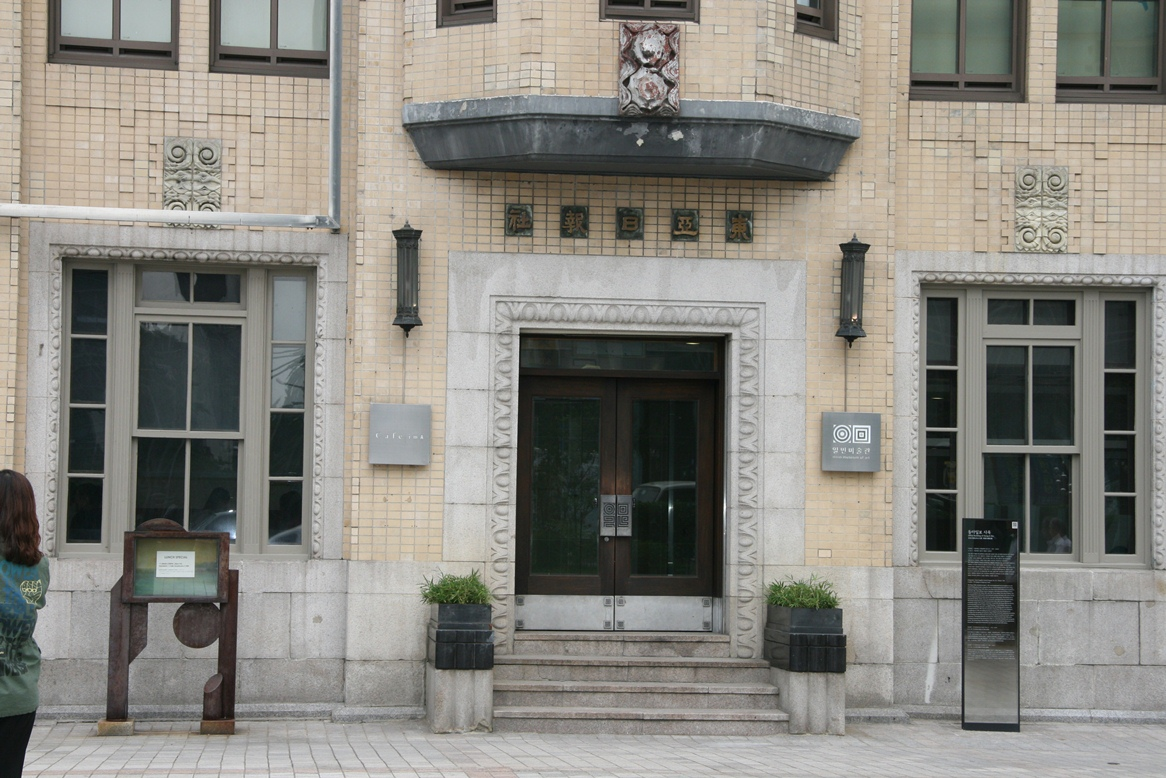